# 米海利夫齊 (穆羅瓦尼庫里利夫齊區)
48°52′32″N 27°31′16″E / 48.87556°N 27.52111°E
米海利夫齊（烏克蘭語：Михайлівці），是烏克蘭的村落，位於該國西南部文尼察州，由莫希利夫-波季利斯基區負責管轄，始建於1403年，面積3.28平方公里，海拔高度287米，2001年人口1,270，人口密度每平方公里387.67人。